# Olga Lucía Zuluaga
Olga Lucía Zuluaga Garcés (Envigado, Antioquia 1944) es una profesora, investigadora y escritora colombiana, reconocida por ser una pionera de los programas de investigación en su país. Fundó el Grupo Historia de la Práctica Pedagógica y se desempeñó como docente de la Universidad de Antioquia. Durante su carrera obtuvo diversos reconocimientos como la Medalla de Oro Francisco José de Caldas a la Excelencia Universitaria, la Orden del Cincuentenario de la Universidad Pedagógica Nacional y la Medalla Camilo Torres.

## Biografía

### Primeros años y estudios
Zuluaga Garcés nació en Envigado, Antioquia en 1944. Ingresó en la Universidad de Antioquia, institución donde cursó una Licenciatura en Educación, Filosofía e Historia. Más adelante realizó una Maestría en Investigación Psicopedagógica en la misma universidad y un doctorado en Filosofía y Ciencias de la Educación en la Universidad Nacional de Educación a Distancia de Madrid.

### Carrera
Mientras cursaba sus estudios universitarios, presentó un proyecto sobre la práctica pedagógica en Colombia con la ayuda de otros estudiantes e investigadores al Departamento Administrativo de Ciencia, Tecnología e Innovación (Colciencias), el cual fue denominado por el propio organismo como «el primer programa de investigación del país».
A finales de la década de 1970, fundó el grupo Historia de la Práctica Pedagógica (GHPP), inicialmente como un grupo de investigación interuniversitario. Con el transcurso del tiempo, se empezaron a vincular a estre grupo investigadores de diversas instituciones educativas de Colombia como la Universidad de Antioquia, la Universidad del Valle, la Pontificia Universidad Javeriana, la Universidad Pedagógica Nacional y la Universidad Nacional de Colombia. Según Zuluaga, este grupo tiene como función «aportar elementos arqueológicos y genealógicos sobre la pedagogía, la escuela y el maestro en Colombia».
Además de desempeñarse como profesora titular en la Universidad de Antioquia, cargo que ejerció entre 1975 y 2004, Zuluaga ha coordinado diversos grupos de investigación, ha escrito libros, poesía y artículos en revistas especializadas. Durante su trayectoria ha recibido distinciones, entre las que destacan la Orden Cincuentenario de la Universidad Pedagógica Nacional, la Medalla Francisco José de Caldas a la Excelencia Universitaria y la distinción summa cum laude, otorgada por la Universidad de Antioquia.

## Obras notables
- Didáctica y conocimiento: avances de la investigación, filosofía y pedagogía
- Pedagogía e historia: la historicidad de la pedagogía
- El maestro y el saber pedagógico en Colombia: 1821-1848
- Colombia: dos modelos de su práctica pedagógica durante el siglo XIX
- Filosofía y pedagogía: presentación metodológica y directrices del trabajo
- La instrucción pública en Colombia: 1845 - 1868

Fuente:

## Premios y reconocimientos destacados
- Orden del Cincuentenario de la Universidad Pedagógica Nacional (2004)
- Medalla de Oro Francisco José de Caldas a la Excelencia Universitaria, Universidad de Antioquia (2002)
- Distinción summa cum laude, Universidad de Antioquia (1999)
- Medalla Camilo Torres, Presidencia de la República (1998)
- Candidata al Premio Interamericano de Educación Andrés Bello (1992)
- Premio a la Investigación por su obra El maestro y el saber pedagógico (1988)

Fuente: